# David Bustamante
David Bustamante Hoyos (San Vicente de la Barquera, 25 marzo 1982) è un cantante spagnolo.
Fino ad oggi, ha venduto più di 2 000 000 copie dei suoi otto dischi.

## Inizi
David è nato 25 marzo del 1982 a San Vicente de la Barquera, Cantabria. A 12 anni ha scoperto di avere delle qualità come cantate, precisamente al battesimo di suo cugino, interpretando la canzone de Los Pecos, Guitarra. Bustamante ha iniziato ad esibirsi in ristoranti e in seguito anche in vari teatri.
Nel 2001 è stato scelto per partecipare ad un reality show: Operación Triunfo, Arrivando al terzo posto in finale. Operacion Triunfo ha subito avuto successo ed è diventato il reality show più seguito di Spagna. David Bustamante insieme agli altri due finalisti, Rosa López e David Bisbal, hanno rappresentato la Spagna nel Festival della canzone di Eurovisione nel 2002. In questo stesso anno lui ha partecipato ad un tour con coloro che hanno fatto parte, insieme a lui, della prima edizione di Operacion Triunfo.

## La sua carriera
Dopo aver partecipato ad Operacion Triunfo, ha firmato un contratto con la casa discografica Vale Music per registrare il suo primo CD come solista. Il nome del disco è «Bustamante», prodotto Miguel Gallardo. In questo disco sono presenti dei singoli che hanno avuto molto successo come Dos hombres y un destino, Además de ti e El aire que me das. Nell'estate del 2002, David ha iniziato un tour per presentare il suo CD con Verónica Romeo. Questo stesso anno ha registrato un duetto con il contante internazionale Luis Fonsi chiamato Perdóname.
Il suo secondo disco è stato pubblicato nel 2003. Questo è: «Así soy yo», prodotto da Emilio Estefan.
Alcune canzoni conosciute sono Devuélveme el aire  e Ni una lágrima más. Nel 2004 c'è stato un tour in Spagna e dei concerti anche in America, in Venezuela, Messico, Ecuador, Costa Rica e Porto Rico.
Nel 2005 lancia un nuovo album, «Caricias al alma», registrato Italia e Spagna. Questo è stato prodotto da Pablo Pinilla e ci sono delle canzoni in stile reggaeton come: Devuélveme la vida. Questo disco è stato per quattro settimane consecutive, il numero 1 in Spagna. In più è stato Disco di Platino e Disco d'oro in Venezuela. Non manca nemmeno quest'anno un tour in Spagna e America.
Nel 2006 David registra un nuovo album «Pentimento» e celebra le sue nozze con l'attrice Paula Echevarría il 22 luglio. Anche Pentimento, prodotto da Marcello Acevedo è stato numero 1 e Disco di Platino. Le canzoni Por ella e Bésame sono stati i successi di quest'album.
Nel 2007, Bustamante ha vinto un'edizione speciale del concorso televisivo Mira quién baila!.
Verso la fine del 2007 lancia «Al filo de la irrealidad». L'album è stato Disco d'Oro la prima settimana e numero 1 per due settimane consecutive. In sole cinque settimane, ha ottenuto il Disco di Platino. Il disco è anche entrato direttamente al posto nº38 dei dischi più venduti d'Europa. Prodotto da Kike Santander, è stato uno dei dischi più internazionali e più comprati di tutta la sua carriera, anche perché ha avuto molto successo anche nell'America Latina e negli Stati Uniti d'America. I singoli Al filo de la irrealidad e Cobarde hanno avuto molto successo. Alla fine del 2008 si è lanciato sul mercato un DVD con un concerto che si è svolto al Palazzetto degli Sport di Santander.
All'inizio del 2009, il gruppo Endemol Digital ha presentato una nuova serie, "Bustamante Uno de los nuestros", creata esclusivamente per il web. La serie ha mostrato la vita professionale e privata del cantante durante il suo tour, che è durato sei mesi. La pagina web che pubblicava gli episodi ha ricevuto più di 7 milioni e mezzo di visite.
Nel 2010 ha lanciato il suo sesto disco «A contracorriente», il 2 marzo. Registrato a Miami con i produttori Kike Santander, Daniel Betancourt, José Luis Arroyave, Rafa Vergara e Rayito, l'album include un duetto con Shaila Dúrcal e molte altre sorpreses. Bustamante riafferma il suo posto numero 1 e riceve il Disco d'Oro la prima settimana. Recentemente ha di nuovo raggiunto il Disco di Platino. Il primo singolo Abrázame muy fuerte è Disco di Platino nei download delle canzoni originali. La scorsa primavera, David ha presentato le sue nuove canzoni in un tour nei teatri più famosi di Spagna. Nel videoclip del suo secondo singolo, A contracorriente è presente anche sua moglie Paula Echevarría, la quale è stata la protagonista. La storia è ispirata al film Notting Hill. Recentemente Bustamante ha partecipato ad un duetto con Tamara, la canzone fa parte dell'ultimo disco di lei: «Amores».
Ora David è impegnato a lanciare l'edizione speciali di «A contracorriente», prevista per il 7 dicembre del 2010.

## Informazioni personali
Il 22 luglio 2006 David si è sposato con Paula Echevarría. Le nozze si sono celebrate nella "Basilica di Santa María la Reale di Covadonga" nelle Asturie. Il 17 agosto del 2008 invece, nasce la sua prima figlia: Daniela. Paula ha partorito nell'ospedale di Montepríncipe di Madrid. Si sono separati legalmente nel 2017.

## Discografia
- 2002: Bustamante
- 2003: Así soy yo
- 2005: Caricias al alma
- 2006: Pentimento
- 2007: Al filo de la irrealidad
- 2010: A contracorriente
- 2011: Mio
- 2014: Vivir
- 2016: Amor de los dos

### Album in DVD
- 2002: Bustamante in concerto (Bustamante edizione speciale)
- 2008: Al filo de la irrealidad Live (Edizione speciale)
- 2008: Discografia Completa (Cassa con i 5 dischi + 1 disco inedito)